# Eleição suplementar para prefeito de São Paulo em 1955
A Eleição municipal de São Paulo em 1955 ocorreu em 22 de maio do referido ano, para eleger o prefeito e vice que completariam o mandato iniciado por Jânio Quadros e José Porfírio da Paz, eleitos prefeito e vice em 1953, iniciado em 8 de abril de 1953 e com término em 7 de abril de 1957. Porém, ambos renunciaram de seus cargos em 30 de janeiro, para assumir o Governo do Estado, como governador e vice, respectivamente. Interinamente, William Salem, presidente da Câmara Municipal, assumiu a prefeitura até que os eleitos neste pleito tomassem posse.

## História
Concorreram ao cargo de prefeito seis candidatos:
- Juvenal Lino de Matos (PSP), economista e deputado estadual desde 1947, aliado e candidato de Ademar de Barros. Havia sido eleito senador por São Paulo em 1954. Para compor a chapa, convidou Wladimir de Toledo Piza para o cargo de vice-prefeito.[1]

- Homero Domingues da Silva (UDN), vereador e apresentador de televisão da Rede Tupi.[2]

- Emilio Carlos Kirillos (PTN), jornalista e deputado federal desde 1947, apoiado por Jânio Quadros.[3]

- Rogê Ferreira (PSB), deputado federal eleito em 1954.[4]

- José Loureiro Júnior (PRP), advogado, ex-deputado estadual (1947-1951) e eleito deputado federal em 1954;[5]

- Antônio de Queirós Filho (PDC), deputado federal eleito em 1954 e aliado de Jânio Quadros;[6]

Juvenal Lino de Matos (prefeito) e Wladimir de Toledo Piza (vice-prefeito) foram eleitos e tomaram posse em 2 de julho. Os 45 vereadores da Câmara Municipal foram eleitos em 3 de outubro. Posteriormente os adversários de Lino de Matos questionaram a legalidade de sua condição de ocupante dos cargos de senador e prefeito de São Paulo ao mesmo tempo. Antes que a justiça decretasse a ilegalidade da condição, Lino de Matos renunciou em favor do vice-prefeito eleito Vladimir de Toledo Piza.

## Resultado (Prefeito)
| Candidato                 | Partido            | Coligação          | Votos   | Procentagem |        |
| ------------------------- | ------------------ | ------------------ | ------- | ----------- | ------ |
| Juvenal Lino de Matos     | PSP                | PSP/PTB/PST        | 191.256 | 45,86%      | Eleito |
| Homero Domingues da Silva | UDN                | Sem coligação      | 91.206  | 21,87%      |        |
| Emílio Carlos             | PTN                | Sem coligação      | 81.508  | 19,55%      |        |
| Rogê Ferreira             | PSB                | PSB/PRT            | 41.583  | 9,97%       |        |
| José Loureiro Júnior      | PRP                | Sem coligação      | 11.329  | 2,72%       |        |
| Antônio de Queiroz Filho  | PDC                | Sem coligação      | 132     | 0,03%       |        |
| Votos em branco           | Votos em branco    | Votos em branco    | 17.458  | 3,86%       |        |
| Votos nulos               | Votos nulos        | Votos nulos        | 18.516  | 4,44%       |        |
| Total de votos            | Total de votos     | Total de votos     | 452.584 | 100%        |        |
| Eleitorado (Total)        | Eleitorado (Total) | Eleitorado (Total) | 912.071 | 100%        |        |
| Fonte:                    |                    |                    |         |             |        |

## Resultado (Vice-Prefeito)
| Candidato                    | Partido/Coligação  | Votos   | Procentagem |        |
| ---------------------------- | ------------------ | ------- | ----------- | ------ |
| Wladimir de Toledo Piza      | PSP / PTB / PST    | 188.108 | 45,46%      | Eleito |
| Nicolau Tuma                 | UDN                | 91.314  | 22,08%      |        |
| Fernando Scalamandré Júnior  | PTN                | 81.682  | 19,74%      |        |
| João Batista da Cunha Ferraz | PRT / PSB          | 41.771  | 10,09%      |        |
| João Carlos Fairbanks        | PRP                | 10.916  | 2,63%       |        |
| Votos em branco              | Votos em branco    | 19.981  |             |        |
| Votos nulos                  | Votos nulos        | 18.410  |             |        |
| Total de votos               | Total de votos     | 452.584 |             |        |
| Eleitorado (Total)           | Eleitorado (Total) | 912.071 |             |        |
| Fonte:                       |                    |         |             |        |

## Referência
http://www.tre-sp.jus.br/eleicoes/eleicoes-anteriores/sistema-paulistica